# Günter Woitas
Günter Woitas (* 26. Januar 1927 in Gleiwitz, Deutsches Reich; † 30. Juni 2020) war ein deutscher Fußballspieler und -trainer. Er spielte beim SC Concordia Hamburg und FC St. Pauli in der Fußball-Oberliga Nord und hat insgesamt 186 Ligaspiele mit 18 Toren von 1948 bis 1961 in der damaligen Erstklassigkeit des DFB-Fußballs absolviert.

## Laufbahn
Der gebürtige Oberschlesier spielte zunächst als Jugendlicher für den Reichsbahn SG Gleiwitz aus der gleichnamigen Stadt. Über die Stationen Reichsbahn-SG Gleiwitz und SV Ortenburg/Passau kam Günter Woitas nach Ende des Zweiten Weltkriegs zur Saison 1948/49 zum FC St. Pauli in die Oberliga Nord. In den ersten zwei Runden kam er bei St. Pauli nicht über die Rolle des Ergänzungsspielers hinaus. In zwei Runden wurde er in neun Ligaspielen in der Oberliga Nord eingesetzt, kam aber in der Endrunde um die deutsche Fußballmeisterschaft 1949 zu zwei Einsätzen: Am 6. Juni in Hannover im Wiederholungsspiel gegen den FC Bayern München, wo er in der 8. Minute die 1:0-Führung beim 2:0-Erfolg erzielte. Den zweiten Endrundeneinsatz erlebte der feine Balltechniker mit Gespür für das Kombinationsspiel am 12. Juni bei einem 1:1 n. V. gegen den 1. FC Kaiserslautern. Auch hier zeichnete sich der Halbstürmer als Torschütze für St. Pauli aus. In seiner dritten Saison am Millerntor, 1950/51, errang die Elf um Alfred Boller, Walter Dzur, Robert Gebhardt und Alfred Beck die dritte Vizemeisterschaft im Norden und zog wieder in die deutsche Endrunde ein. Hier reichte es lediglich gegen den 1. FC Kaiserslautern, FC Schalke 04 und die SpVgg Fürth zum vierten Rang; Woitas hatte in fünf Spielen mitgewirkt. Nach dem 3. Rang in der Saison 1951/52 und nach insgesamt 43 Einsätzen in der Oberliga Nord mit sieben Toren, beendete Woitas seine Zeit bei St. Pauli und unterschrieb beim Lokalrivalen SC Concordia Hamburg zur Saison 1952/53 einen neuen Vertrag. Von 1949 bis 1952 war der ballverliebte und verletzungsanfällige Akteur in seiner zweiten Leidenschaft, dem Schachspiel, viermal Vereinsmeister bei St. Pauli geworden.
Im Sommer 1952 wechselte er zum SC Concordia Hamburg, wo er auch nach dem Abstieg 1953 und Wiederaufstieg 1956 blieb, bis er 1961 seine Karriere nach 143 Oberligaeinsätzen mit elf Toren für „Cordi“ als Spieler beendete und im Anschluss bis 1964 als Trainer in der Oberliga Nord beziehungsweise Fußball-Regionalliga Nord arbeitete.